# Schloss Vik

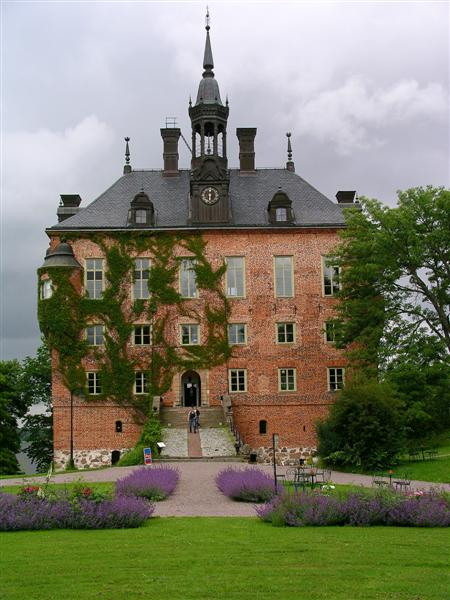
Schloss Vik im Jahre 2006

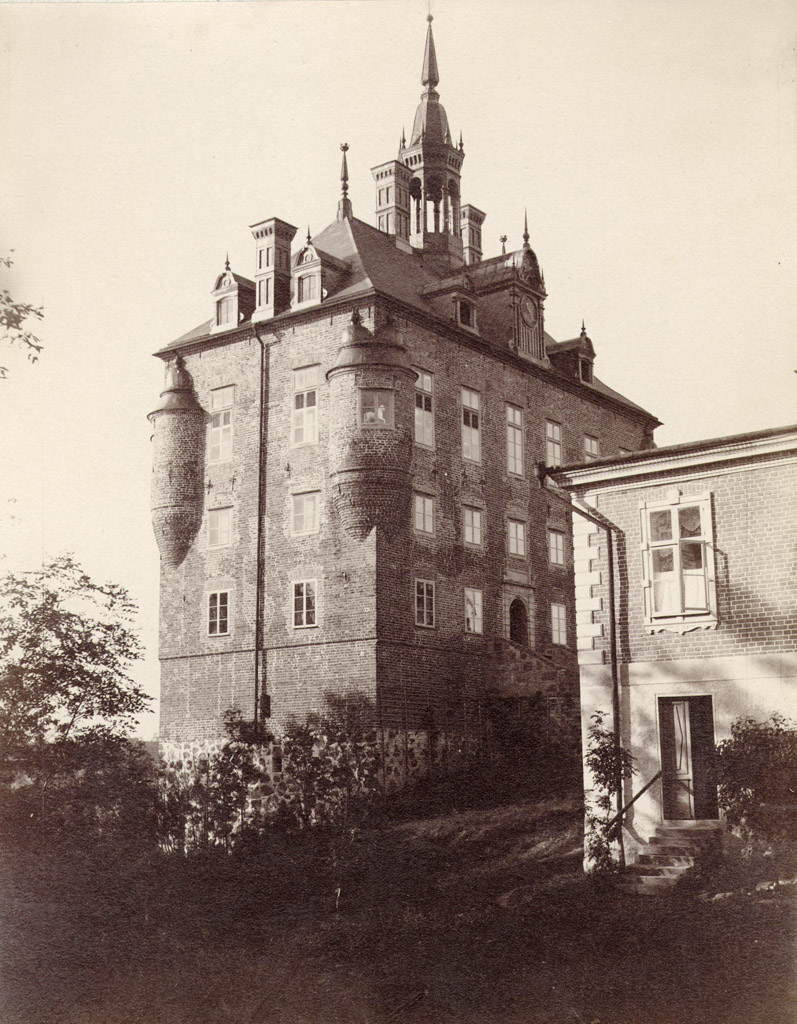
Schloss Vik im Jahre 1881

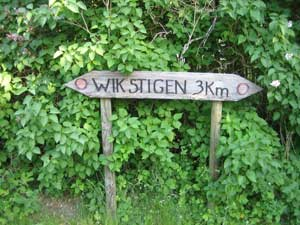
Wanderpfad

Schloss Vik (ältere Schreibweise Wik) ist ein Prachtbau in der schwedischen Gemeinde Uppsala in der historischen Provinz Uppland. Es liegt am See Mälaren ungefähr 10 km südwestlich von Uppsala.
Das Gebäude war ursprünglich eine Verteidigungsburg die um 1450 gebaut wurde. Im 17. Jahrhundert entstand daraus ein Schloss im französischen Stil, das heute als Byggnadsminne geschützt ist.
Schloss Vik gehört heute dem Provinziallandtag (Landsting) der Provinz Uppsala län und wird für Ausbildungen und Konferenzen genutzt. 1998 war das Schloss im Film Commander Hamilton als Wohnort der Hauptperson zu sehen.

## Geschichte
Die erste urkundliche Erwähnung des Gutes Vik (Vihc) als Eigentum von Ramborg Israelsdotter (And), der Frau des Reichsrates Arvid Gustavsson (Sparre av Vik), erfolgte 1303. Danach gehörte der Hof dem Adelsgeschlecht Bielke, das die Burg errichten ließ. Laut dem Bischof und Chronisten Peder Swart belagerte Gustav Wasa 1521 „ein kleines Haus mit Namen Vik“, das heute mit der Burg identifiziert wird. Die Besitzerwechsel erfolgten hauptsächlich durch Erbschaft und Heirat. Gut Vik gehörte unter anderem Gustaf Horn und den Adelsfamilien von Liewen und von Essen. 1912 wurde es erstmals verkauft.

## Schloss Vik heute
Das Konferenzzentrum besteht aus 15 Sälen in unterschiedlichen Größen. Acht davon liegen im Schloss. In der näheren Umgebung befinden sich acht Hotels, die ganzjährig geöffnet haben. Dem Konferenzzentrum ist ein Aktivitätszentrum angeschlossen, das weitere Angebote für die Besucher bereithält.
Im Anschluss an das Schloss liegt ein weitläufiger Naturpark. Die Kieswege bilden einen Naturlehrpfad durch Laubwälder und Weideflächen. Im Sommer hat der nahe gelegene Badestrand mit Stegen und Grasflächen viele Besucher. Dort befindet sich auch ein Café, das von Juni bis August geöffnet ist.